# Metastelma rodriguezii
Metastelma rodriguezii är en oleanderväxtart som först beskrevs av Morillo, och fick sitt nu gällande namn av Morillo. Metastelma rodriguezii ingår i släktet Metastelma och familjen oleanderväxter. Inga underarter finns listade i Catalogue of Life.